# 位階
位階（いかい）は、国家の制度に基づく個人の序列の標示である。位（くらい）とも称する。「位階」の語彙は地位や身分の序列や等級などである。制度としての「位階」は、古代中国の政治行政制度である律令制や、それを継受した国における官僚・官吏の序列の標示（身分制度）を元とする。のちに、長く官職にあった者や特に功績のあった者などに与えられる栄典となった。位階を授与することを「位階に叙する」または叙位（じょい）と称する。

## 日本の位階制度

### 沿革
日本における「位階」制度は律令制に基づく政治行政制度と共に中国から継受し、独自の発展を遂げた。
官吏の序列を定める制度は、603年（推古天皇11年）に冠位十二階の制度を定め、官人に対して冠を与えたのが初めとされる。「冠位」制度はその後数回の変遷を経て、701年（大宝元年）の大宝令および718年（養老2年）の養老令により「位階」制度として整備された。律令制における位階は親王が4階（品位、ほんい）、諸王が15階、諸臣が30階ある。位階は功労に応じて昇進があり、位階に対応した官職に就くことを原則とした（官位相当制）。原則として軍功に授けられた勲位（勲一等から勲十二等の勲等）とも連動し、あわせて位階勲等と称した。
位階（品位を含む）は、性別を問わず授与される。位階を授与される年齢は元服（加冠、初冠）して成人と認められた後で、時代や階層により幅がある。生存者のみならず、故人にも授与される。故人に対する位階の授与には、没後に生存中の日付で授与する場合と、没後に没後の日付で位階を贈る「贈位」がある。さらに、人間に留まらず神道の神や神社に位階を与える「神階」の制度が定められ（673年（天武天皇2年）より。後には、神社に対する勲位の授与も行われた。）、朝廷に献上されたり参内した動物や皇族が飼育するペットに授与されることもあった。命婦の御許（みょうぶのおとど、一条天皇の飼い猫）や五位鷺（ごいさぎ）、広南従四位白象に授与した故事などはその例である。
位階制度は、本来は能力によって位階を位置付け、その位階と能力に見合った官職に就けることで官職の世襲を妨げることを大きな目的とした。しかし、蔭位の制を設けるなど世襲制を許す条件を当初から含んでいた。そのため、平安時代の初期には人材登用制度としての位階制は形骸化して、一部の上流貴族に世襲的な官職の独占を許すに到った。成功（じょうごう）や年料給分（年給）などの半ば制度的な売官も盛んに行われた。9世紀に入ると、叙位の基準が勤務評定を基準とした本来の方法（成選制）から官職ごとの年功序列（年労制）に切り替わったことや令外官の増加によって、位階よりも官職を重視する風潮を強まり、10世紀から院政期にかけては位署の方法について位階の上下関係を重視する公式令の原則を官職の上下関係を重視する式部式を根拠として打ち破ろうとする動きが見られ始める（公式令の原則では、四位でも就けかつ職事官ではなかった参議よりも非参議の方が署名の上位になってしまうなどの不満があった）。同じ9世紀に昇殿の制度ができると、朝廷の身分制度として、位階や官職だけでなく、昇殿を認められているかが重要となった。昇殿を許された殿上人（堂上、10世紀以降はおおよそ五位以上）に対し、昇殿を許されていない者を「地下（ぢげ）」と呼んで区別した。位階そのものは以後もある程度の効力を持って存続し、基本的な体系も変わることなく、明治維新まで保持された。
明治時代の初期には新たに近代的な太政官制が敷かれ、多くの制度が再編整備された。この中で位階制は正一位から少初位まで18階に簡素化され、のちに初位の上に正九位および従九位を設けて20階としたが、律令制での官位相当制に倣い新たに作り上げられた官職制と深く結びついて存在した。
1871年9月24日（明治4年8月10日）に明治4年太政官布告第400号が施行され、従来の官位相当制は廃止されて新たに15階からなる「官等」が定められた。位階制と官職制は分離したが、位階制が廃止されたわけではなく、その後も官吏をはじめとした諸人に位階は与えられ続けた。1875年（明治8年）4月10日の詔により、勲等賞牌制（勲等と功級からなる勲位制、勲章制度）が定められ、位階制に併せて栄典としての役割を分有した。
明治時代の半ば1887年（明治20年）5月4日に公布された叙位条例（明治20年勅令第10号）は、「凡ソ位ハ華族勅奏任官及国家ニ勲功アル者又ハ表彰スヘキ勲績アル者ヲ叙ス」（1条）と定められ、位階は栄典の役割に特化した。このとき位階数はやや簡素化され、正一位から従八位までの16階とされた。位階は1884年（明治17年）7月7日に出された華族令（明治17年宮内省達）により定められた爵位制（華族制度）と連動するものとされた。位階奉宣事務が宮内省華族局の管轄となり、位階奉宣事務取扱手続・叙位進階内規があいついで定められ明治国家の位階制は一応完成した。位階制は、「華族・勅任官・奏任官・非職の有位者・効績者のそれぞれの内部序列の基準となるとともに、すべての階層の宮廷での朝班の基準として機能し、「官位勲爵」制の官職制・勲等制・爵位制を束ねるものとして、明治国家のなかに位置付けられた」とされる。叙位条例は、1926年（大正15年）10月21日に公布された位階令（大正15年勅令第325号）により廃止された。
第二次世界大戦後、国家・社会の制度が大きく変革され従来の栄典制度や官吏制度も改革された。1946年（昭和21年）5月3日の閣議決定により、生存者に対する叙位・叙勲は停止された。1964年（昭和39年）に生存者叙勲が再開されたときも生存者に対する叙位は再開されなかった。生存者に与えられた位階は取り消さず、中曽根康弘は終戦まで有した従六位のまま、次に述べる故人に対する叙位制度で、2019年死去の際に従一位へ追叙（進階）されている。
故人に対する叙位は引き続き行われ、1947年（昭和22年）5月3日に施行された日本国憲法の下で内閣の助言と承認により天皇の国事行為として行われる栄典の一つとされ、位階令を法的根拠とした。天皇に叙位の決定権はない。2001年（平成13年）の栄典制度改革は「我が国の歴史や文化にかかわりのある日本固有の制度として価値があるとともに、現在は、国家・公共に対して功績のある人が死亡した際に、生涯の功績を称え追悼の意を表するものとして運用されていることから、存続させることが適当である」として、大きな制度変更はなかった。同じく栄典の叙勲は内閣府賞勲局が所管し、位階は内閣府大臣官房人事課が所管する。

### 古代の位階
|    | 親王 （品位） | 諸王       | 諸臣       | 外位 |
| -- | ------------- | ---------- | ---------- | ---- |
| 1  | 一品          | 正一位     | 正一位     |      |
| 2  | 一品          | 従一位     | 従一位     |      |
| 3  | 二品          | 正二位     | 正二位     |      |
| 4  | 二品          | 従二位     | 従二位     |      |
| 5  | 三品          | 正三位     | 正三位     |      |
| 6  | 三品          | 従三位     | 従三位     |      |
| 7  | 四品          | 正四位上   | 正四位上   |      |
| 8  | 四品          | 正四位下   | 正四位下   |      |
| 9  |               | 従四位上   | 従四位上   |      |
| 10 | 従四位下      | 従四位下   |            |      |
| 11 | 正五位上      | 正五位上   | 外正五位上 |      |
| 12 | 正五位下      | 正五位下   | 外正五位下 |      |
| 13 | 従五位上      | 従五位上   | 外従五位上 |      |
| 14 | 従五位下      | 従五位下   | 外従五位下 |      |
| 15 |               | 正六位上   | 外正六位上 |      |
| 16 | 正六位下      | 外正六位下 |            |      |
| 17 | 従六位上      | 外従六位上 |            |      |
| 18 | 従六位下      | 外従六位下 |            |      |
| 19 | 正七位上      | 外正七位上 |            |      |
| 20 | 正七位下      | 外正七位下 |            |      |
| 21 | 従七位上      | 外従七位上 |            |      |
| 22 | 従七位下      | 外従七位下 |            |      |
| 23 | 正八位上      | 外正八位上 |            |      |
| 24 | 正八位下      | 外正八位下 |            |      |
| 25 | 従八位上      | 外従八位上 |            |      |
| 26 | 従八位下      | 外従八位下 |            |      |
| 27 | 大初位上      | 外大初位上 |            |      |
| 28 | 大初位下      | 外大初位下 |            |      |
| 29 | 少初位上      | 外少初位上 |            |      |
| 30 | 少初位下      | 外少初位下 |            |      |

#### 律令制における位階
位階制度は位階と官職を関連づけることにより（官位制）血縁や勢力にとらわれず適材適所を配置し、職の世襲を防ぐとともに天皇が位階を授与することで全ての権威と権力を天皇に集中し天皇を頂点とした国家体制の確立を目的とした。
大宝令・養老令のうち官位について定めた官位令によれば、皇親（皇族）の親王（女性の内親王を含む）は一品（いっぽん）から四品（しほん）までの4階、諸王（女性の女王を含む）は正一位から従五位下まで14階、諸臣（臣下。女性の女官を含む）は正一位から少初位下（しょうそいのげ）まで30階の位階がある 。
正位は「しょうい」、従位は「じゅい」と読む。一般的に三位は「さんみ」、四位は「しい」、七位は「しちい」と読む。
叙位や任官について定めた選叙令によれば、内外の五位以上は勅授、内八位・外七位以上は奏授、外八位及び内外の初位は皆、太政官の判授とした 。内外文武の官に任じるとき本人の位階と官の相当位階に高低があるならば、もし職務の相当位階が低いなら行とし高いならを守とすることとした 。
律令制は位階により就くことができる官職が定まっていた（官位相当制） 。礼服・朝服は位階に応じて色等が定められ、特定の色や素材の衣類、乗り物、所持品等は一定の位階以上にのみ許されるなど、制限が加えられた。五位以上の者は位田の支給が規定されていた。律令制における「貴族」は五位以上の者を指した。全ての官人が位階を有していた訳ではなく、官位相当制のない使部・伴部・舎人などの下級官人の中には无位（無位）の官人も存在した。
朝廷及び明治新政府では、故人に対して生前の功績を称え位階または官職を追贈した。贈正四位、贈内大臣など位階を贈ることを贈位、官職を贈ることを贈官と称した。

#### 蔭位の制
| 父祖の地位・位階          | 子・孫に授けられる位階                                          |
| ------------------------- | --------------------------------------------------------------- |
| 親王                      | 従四位下                                                        |
| 諸王                      | 従五位下                                                        |
| 五世王                    | 嫡子 → 正六位上 庶子 → 正六位下                                 |
| 正一位、従一位            | 嫡子 → 従五位下 庶子 → 正六位上 嫡孫 → 正六位上 庶孫 → 正六位下 |
| 正二位、従二位            | 嫡子 → 正六位下 庶子 → 従六位上 嫡孫 → 従六位上 庶孫 → 従六位下 |
| 正三位、従三位            | 嫡子 → 従六位上 庶子 → 従六位下 嫡孫 → 従六位下 庶孫 → 正七位上 |
| 正四位                    | 嫡子 → 正七位下 庶子 → 従七位上                                 |
| 従四位                    | 嫡子 → 従七位上 庶子 → 従七位下                                 |
| 正五位 （内位・外位とも） | 嫡子 → 正八位下 庶子 → 従八位上                                 |
| 従五位 （内位・外位とも） | 嫡子 → 従八位上 庶子 → 従八位下                                 |

律令制では、高位者の子孫に位階を授ける蔭位（おんい）の制度が設けられた。養老律令の選叙令によれば、子孫が21歳以上になったときに叙位され 、蔭位資格者は皇親・五世王の子 、諸臣三位以上の子と孫、五位以上の子である 。勲位・贈位も蔭位の適用を受ける。蔭位の制は中国の律令制に倣った制度だが中国の制度よりも資格者の範囲は狭く、与えられる位階は高い。

### 太政官制の位階
| 序列 | 位階   |
| ---- | ------ |
| 1    | 正一位 |
| 2    | 従一位 |
| 3    | 正二位 |
| 4    | 従二位 |
| 5    | 正三位 |
| 6    | 従三位 |
| 7    | 正四位 |
| 8    | 従四位 |
| 9    | 正五位 |
| 10   | 従五位 |
| 11   | 正六位 |
| 12   | 従六位 |
| 13   | 正七位 |
| 14   | 従七位 |
| 15   | 正八位 |
| 16   | 従八位 |

| 序列 | 位階   |
| ---- | ------ |
| 1    | 正一位 |
| 2    | 従一位 |
| 3    | 正二位 |
| 4    | 従二位 |
| 5    | 正三位 |
| 6    | 従三位 |
| 7    | 正四位 |
| 8    | 従四位 |
| 9    | 正五位 |
| 10   | 従五位 |
| 11   | 正六位 |
| 12   | 従六位 |
| 13   | 正七位 |
| 14   | 従七位 |
| 15   | 正八位 |
| 16   | 従八位 |
| 17   | 正九位 |
| 18   | 従九位 |
| 19   | 大初位 |
| 20   | 少初位 |

位階制は、明治維新で律令法が廃された後も、太政官で運用や制度に変更を加えながら続けられた。
1868年1月9日（慶応3年12月14日）に、三職を任ぜられた藩士に対する従五位下の位階へ叙爵を純仁親王が建議し、1868年6月12日（慶応4年（明治元年）閏4月22日）に政体書の官等制で三等官以上の徴士に位階を授け、二等官は従四位下、三等官は従五位下とした 。
その後、政体書の官等制と官位を併用すると甚だ不体裁であることから、1868年12月21日（明治元年11月8日）に五等官以下は在勤中は官位を返上するように命じ、名前から官名を除いて通称を用いた。1869年2月15日（明治2年1月5日）に下大夫以下の官位を止め、明治2年5月に医師・画工・職人等の位階及び国名の受領を止めるなど、みだりに叙位することを止めた。1869年3月16日（明治2年2月4日 ）に堂上・諸侯について叙任規則を定め、諸官人・諸大夫・坊官等も初官位について定める、など位階を統制した。

#### 官位相当制
1869年8月15日（明治2年7月8日）に官位を改正して従来の百官並びに受領を廃止し、四位から初位までの位階から上下の称を廃止するなどの簡素化をはかる。これまで拝叙の位階はそのままにして無官の者は位階を以って称することとした。職員令により官等の一等官から九等官までを廃止して官位相当制を定めた 。
8月18日（7月11日）に位階は従四位以上を勅授（ちょくじゅ）、従六位以上を奏授（そうじゅ）、正七位以下を判授（はんじゅ）とし、9月3日（7月27日）に従四位以上を勅任、従六位以上を奏任、正七位以下を判任とし、ただし判任について官はその長官よりこれを授け位階は太政官よりこれを賜うとした。官に任と言い位に授と言うことになる。9月17日（8月12日）改定の勅授奏授位記式は元号の一文字目の下に太政官印を押した。
- 勅授奏授位記書式（明治2年8月12日改定）の例

```
太政官印
　　　　　　　　　正五位
姓尸
名
叙従四位

右大臣
従一位姓尸名宣
　
大辨
従三位姓尸名奉行
　太政官印
年号
干支
月日
```

1869年9月27日（8月22日）に官位相当表を改正し、初位の上に九位（正九位、従九位）を設けて全20階とした上で従一位から従九位までの官位とした  。正一位と大初位・少初位は官位相当のない虚位であるため官位相当表から省かれた 。任官された人物が官位相当表の位階と異なる不相当のときは、位署書に行・守の字を記して区別した 。官吏の報酬である官禄は官位相当表で定めた 。
1870年3月30日（明治3年2月29日）に、任官のときに初めて叙位される者は本官の相当位階から2等下に叙位する、勅任官は正四位以下相当の分は総て初めは従五位、三位以上相当は総て従四位にする、とそれぞれ定めて官位相当制により官職に就く者へ新制度の位階の叙位をはかる。1870年9月15日（明治3年8月20日）に、免職後も東京に滞在の命がある者は位階の返上が免除される。1870年10月4日（明治3年9月10日）に藩知事の一門の者へ叙位すること止め、1870年10月13日（明治3年9月19日）に旧官人・元諸大夫・侍並びに元中大夫等の位階を総てこれを廃止しその国名あるいは旧官名を通称とすることもまたこれを停止し、諸社神職の位階を有する者が官省出仕中は位階をやめる、など旧制度の位階を止めたが、華族格の者の爵位は維持した。1870年11月24日（明治3年閏10月2日）に判任の者は位階を下賜しないと定めた。
1871年8月29日（明治4年7月14日）の廃藩置県ののち、同年9月13日（明治4年7月29日）に諸官省に先立って太政官の官制を改正し、従前の官位相当表では従四位以上を勅任、従六位以上を奏任、正七位以下を判任としてきたが、この際に正四位以上を勅任として正二位から正四位までの5等に分かち、正六位以上を奏任として従四位から正六位までの4等に分かち、従六位以下を判任として従六位から従九位までの7等に分つ。

#### 官位相当制廃止後
1871年9月24日（明治4年8月10日）に官位相当制を廃止して、官等を15等に定めた 。官位相当制は廃止したが位階を賜う例は廃止せず、その後は任官毎にその官等に従い位階を授ける。官位相当制の廃止により位署書で相当・不相当の区別がなくなり行・守も用いないことになる。1871年11月24日（明治4年10月12日）の姓尸不称令で公用文書に苗字実名のみを用いることになり、1872年1月18日（明治4年12月9日）改定の勅奏任官任叙式で、勅授位は明治の字に重ねて天皇御璽を押し、奏授位は明治の字の下に太政官印を押した。
- 宣旨書式（明治4年12月9日改定）勅授位奏授位書式の例（料紙は総て別漉鳥ノ子堅四ツ折）

```
 

 　　　　　　　苗字實名
-
[
注釈 20
]

 叙某位
 
太政大臣
　位苗字實名宣
-　大内史　位苗字實名奉
 天皇御璽
[
注釈 21
]

 明治幾年干支何月幾日
-

 
```

1872年3月25日（明治5年2月15日）に改定した宣旨書式の中の勅任官勅授位奏任官奏授位記式では、記載内容と折り目の位置関係、叙位される者に官があっても官を書さないなど、天皇御璽や太政官印の位置など細部の規定を改めた。
- 改定官位記式（明治5年2月15日）勅授位奏授位記式の例（料紙は別漉鳥ノ子堅四ツ折）

```
 
[
注釈 22
]

 　　　　　苗字實名
[
注釈 23
]

-
[
注釈 20
]

 叙某位
[
注釈 24
]

 太政大臣位苗字實名宣
-
 　大内史位苗字實名奉
 　天皇御璽
[
注釈 25
]

-明治幾年干支何月幾日

 
```

1873年（明治6年）6月19日に改定した勅授位記式で太政大臣の奉を書すことになり、元号の字に重ねて御璽を押した。
- 勅授位記式（明治6年6月19日改定）の例

```
　　　　　　　　　位苗字名
叙正三位
太政大臣位苗字名奉
御璽
[
注釈 26
]

明治　年　月　日
```

親王の叙品は、同年3月20日に太政大臣の宣を書すことになり、明治の字の下に天皇御璽を押した。
- 親王叙品宣旨式（明治6年3月20日）の例

```
　　　　　　　　　
内親王
　
親子

叙二品
太政大臣従一位
三條實美

　　天皇御璽
明治六年三月　日
```

有位者の取り扱いは、1875年（明治8年）3月14日に従四位以上は勅授、従九位以上は奏授、初位は判授と解することにした。非役の者は四位以上は勅任に準じ、従九位以上は奏任に準じ、初位は判任に準じて取り扱うことにした。
1874年（明治7年）4月に、奏任官を満四年以上務めた場合は位記の返上が免除され、1875年（明治8年）4月に勅任官は有罪になった場合を除き勤務年月に拘らず位階を保持できることになり、1876年（明治9年）4月に、奏任官も通常解官は勤続年数に拘らず位記の返上が免除された。
1875年（明治8年）5月18日に女官も官相当より2等下の位階に叙位することにした。
1879年（明治12年）に位階制度の改正を検討し、同年2月16日に位階制度の改正が決定するまでは旧制により順次宣下することにした。

### 叙位条例
1887年（明治20年）5月4日に位階制度が再編され、「叙位条例」（明治20年勅令第10号）が制定された。位階は正一位から従八位までの16階とされ、対象者は「凡ソ位ハ華族勅奏任官及国家ニ勲功アル者又ハ表彰スヘキ効績アル者ヲ叙ス」とされた（叙位条例1条）。
従四位以上は勅授（宮内大臣から伝達）、正五位以下は奏授（宮内大臣が天皇に奏して叙位）。従四位以上は華族制度に基づき、従一位は公爵、正二位は侯爵、従二位は伯爵、正従三位は子爵、正従四位は男爵に準じる礼遇を受けた。所管は宮内省宗秩寮。
有爵者及びその嫡子、これに加えてその夫人は爵位次第録に登録した。爵位次第録に於いては爵と位を以て次第を定め、宮中席次とは異なりその順序に官等や勲等は用いなかった。

### 明治憲法と宗秩寮
大日本帝国憲法の制定前に、フランシス・テイラー・ピゴットらにより官吏の懲戒制度の設置も検討されたが、実現しなかった。
華族の懲戒及び礼遇停止の解除は1910年（明治43年）の宮内省官制の改正により宗秩寮審議会で審議することになったが、議事は秘密とされた。

### 位階令
1926年（大正15年）10月21日に「位階令」（大正15年勅令第325号）が制定された。位階令は従来の叙位条例から叙位対象の順序が変更され、「国家ニ勲功アリ又ハ表彰スヘキ功績アル者」、「有爵者及爵ヲ襲クコトヲ得ヘキ相続人」、「在官者及在職者」とされ、栄典制度を強調した。
位階制度は栄典制度の一つとして勲章・褒章とともに維持されて臣民にのみ与えられ、皇族は叙位されなかったが、皇籍を離脱した者は叙位の対象とした。叙勲と異なり、日本国籍を失ったときは位も失い、外国人は叙位されなかった。位階は宮内省宗秩寮が所管した。
正二位以下の授与形態に変更はなかったが、正従一位は特に、親授式で天皇から位記を授与される親授とされた。

#### 位階令等の改正（1947年）
第二次世界大戦終了後の1946年（昭和21年）、生存者に対する叙勲と叙位は一時停止された。
1947年（昭和22年）5月3日に位階令と位階令施行細則は、帝国議会最後の吉田茂内閣の内閣官制の廃止等に関する政令などにより、「軍法会議」「犯罪即決官庁」「即決の言渡」などの条項削除、「宮内大臣」と「宗秩寮総裁」を「内閣総理大臣」に改める、などと改正された。宮内省と宗秩寮は廃止して華族制度の廃止とともに有爵者相続人の叙位も廃止した。
死亡者に対する叙位はその後も行われ、内閣の助言と承認により行われる天皇の国事行為である「栄典」の一つとされ、日本国憲法の下で従来の位階令を法的根拠とする。死亡者のみを対象とするために故人の功績を称えて追悼し、官報で公示する。
授与の選考基準は功績種別により異なるが、対象者は議員・公務員・消防団員・教員など長く公的な職にあった者や在職中に死亡した公務員が多い。皇族、王族および公族は適用されない。叙勲は内閣府賞勲局、叙位は内閣府大臣官房人事課、それぞれが所管する。
1952年（昭和27年）第15回国会に位階の規定のある栄典法案が提出され、叙勲にこの法令を併用して「表彰の方途に潤いを持たせたく考える」（緒方竹虎内閣官房長官）としたが、同法案は廃案となった。
生存者に対する叙勲は1964年（昭和39年）に再開された。

#### 現行位階令の諸規定
- 位階は、正一位から従八位までの16階（令1条1項）。
- 一位は親授、二位以下四位以上は勅授、五位以下は奏授（令1条2項）。具体的には、位記の授与式と記載内容（下記）が異なる。
- 叙位の対象者は「国家ニ勲功アリ又ハ表彰スヘキ効績アル者」および「在官者及在職者」（令2条）。戦後は、生存者叙位を停止して故人のみを叙位対象者として運用しており、次の第3条が叙位の原則規定となる[6]。戦前、職業軍人や官吏であった者など停止前に叙位された者は、生存者叙位停止後もそのまま位階を保有している。
- 前条に定める「国家ニ勲功アリ又ハ表彰スヘキ効績アル者」および「在官者及在職者」が死亡した場合には、特旨を以て、その死亡の日に遡って位を追賜することができる（令3条）。現在、叙位は故人のみを対象とし、対象者の死亡時に位を追賜する方法のみが運用されているため、本条が原則規定である。
- 「故人ニシテ勲績顕著ナル者」には、特旨を以て、位を贈ることができる（令4条）。本条は、死亡時に位の追賜が行われなかった者に贈位する事例、または、存命中もしくは死亡時に叙された位を進階する事例を想定している。現在は、前条に基づいて、死亡の日の日付で位を追賜する方法のみが運用されており、その後の進階や贈位は行われていない。
- 有位者は、位階相当の礼遇を受ける（令5条）。戦前は、宮中席次などにおいて、位階が大きな意義を有していた。
- 有位者の礼遇が受けられない場合（令6条）は、復権を得ていない破産者、公訴を提起されている者、禁錮以上の刑の宣告を受けて判決未確定の者などである。「禁治産者及準禁治産者」は、民法改正によって削除され、成年後見制度に移行している。
- 有位者が、その品位を保つことができず、または、その体面を汚辱する失行があるときは、情状により、その礼遇を停止もしくは禁止し、または位を失う（令7条）。
- 有位者が、死刑または拘禁刑に処せられたときは、位を失う（令8条1項）。
- 有位者が、刑の執行を猶予されたとき、3年未満の禁錮に処せられたとき、懲戒の裁判または処分により免官または免職されたときは、情状により、その位を失う（令8条2項）。
- 有位者が日本国籍を喪失したときは、その位を失う（令9条）。叙勲と異なり、叙位の対象者は日本国民のみである。
- 有位者が、その品位を保つことができないときは、位の返上を請願することができる（令12条）。
  - 叙位の対象者は故人のみとする運用が行われているため、令5条から令12条の規定は停止前に叙位された者を除き適用事例は皆無である。
- 位階令は、皇族、王族および公族には適用されない（令13条）。これも叙勲と異なる、現行の位階制の特徴である。

その他の位階に関する規定
- 各市町村長は国籍喪失の届出をした者が有位者であることを知ったときは内閣総理大臣に報告しなければならない。裁判所は刑事事件の当事者が有位者であることを知ったとき、内閣総理大臣に報告しなければならない[82]（位階令施行細則）。
- 軽犯罪法では、位階を詐称した者は、拘留又は科料に処する（1条15号）。

現行の位記
叙位された場合、それを証する位記が交付される。位記のサイズは、従四位以上は縦22.5横30.4センチメートルで、正五位以下は縦21.3横29.7センチメートルである。正二位以下は御璽・内閣之印の上に元号年月日が記されるが、従一位以上では御名御璽の横に元号年月日が記される。位記には縦書きで次のような記載がなされる。

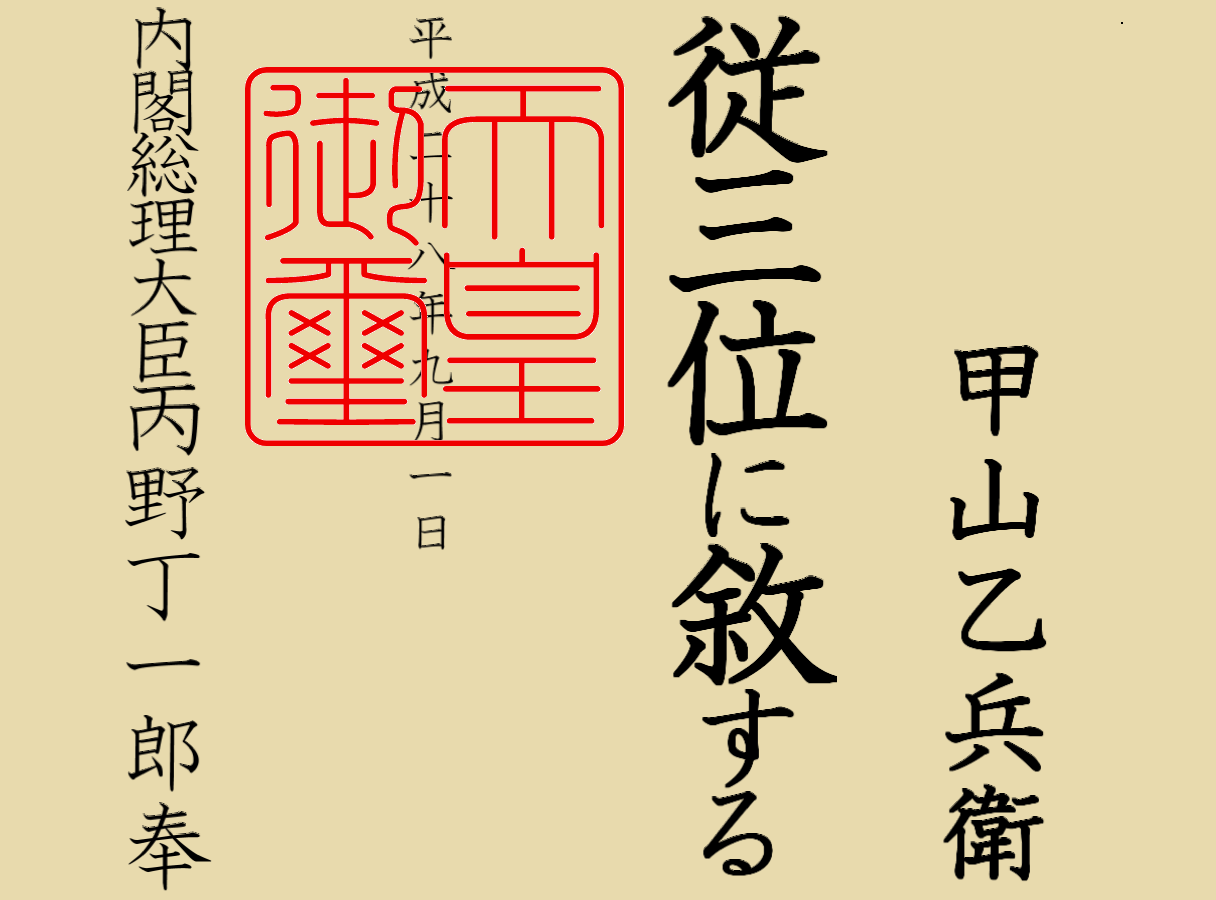
正二位以下従四位以上の位記の様式（見本）

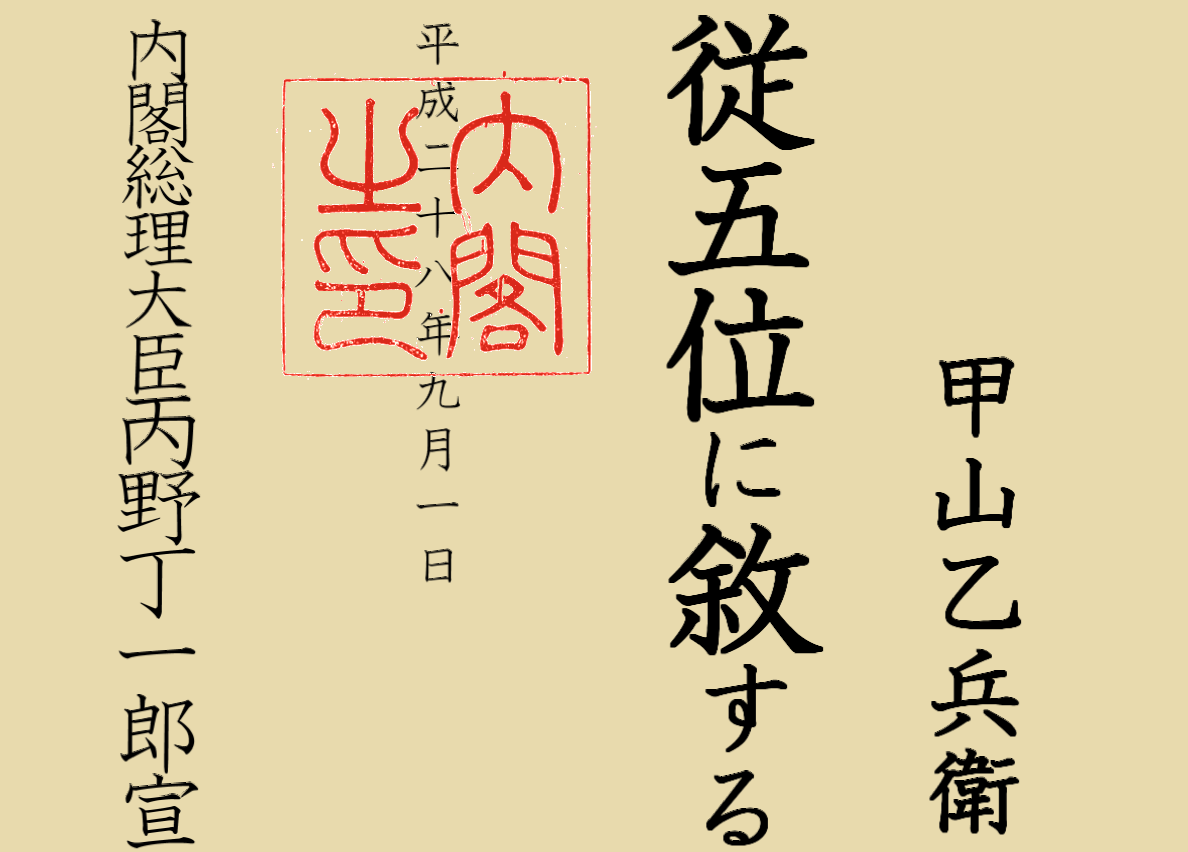
正五位以下の位記の様式（見本）

- 従一位以上

```
 
（位階）氏名
従一位に叙する
御名御璽
元号 年 月 日
内閣総理大臣 氏名 
```

- 正二位以下従四位以上

```
　（位階）氏名
従四位に叙する
御璽
元号 年 月 日
内閣総理大臣 氏名 奉
```

- 正五位以下

```
 
（位階）氏名
正五位に叙する
内閣之印
元号 年 月 日
内閣総理大臣 氏名 宣
```

## 中国の位階制度
- 三国時代 - 隋の文帝時代については九品官人法参照。
- 散官
- 告身
- 科挙（598年 - 1905年）